# Меотида (национальный парк)

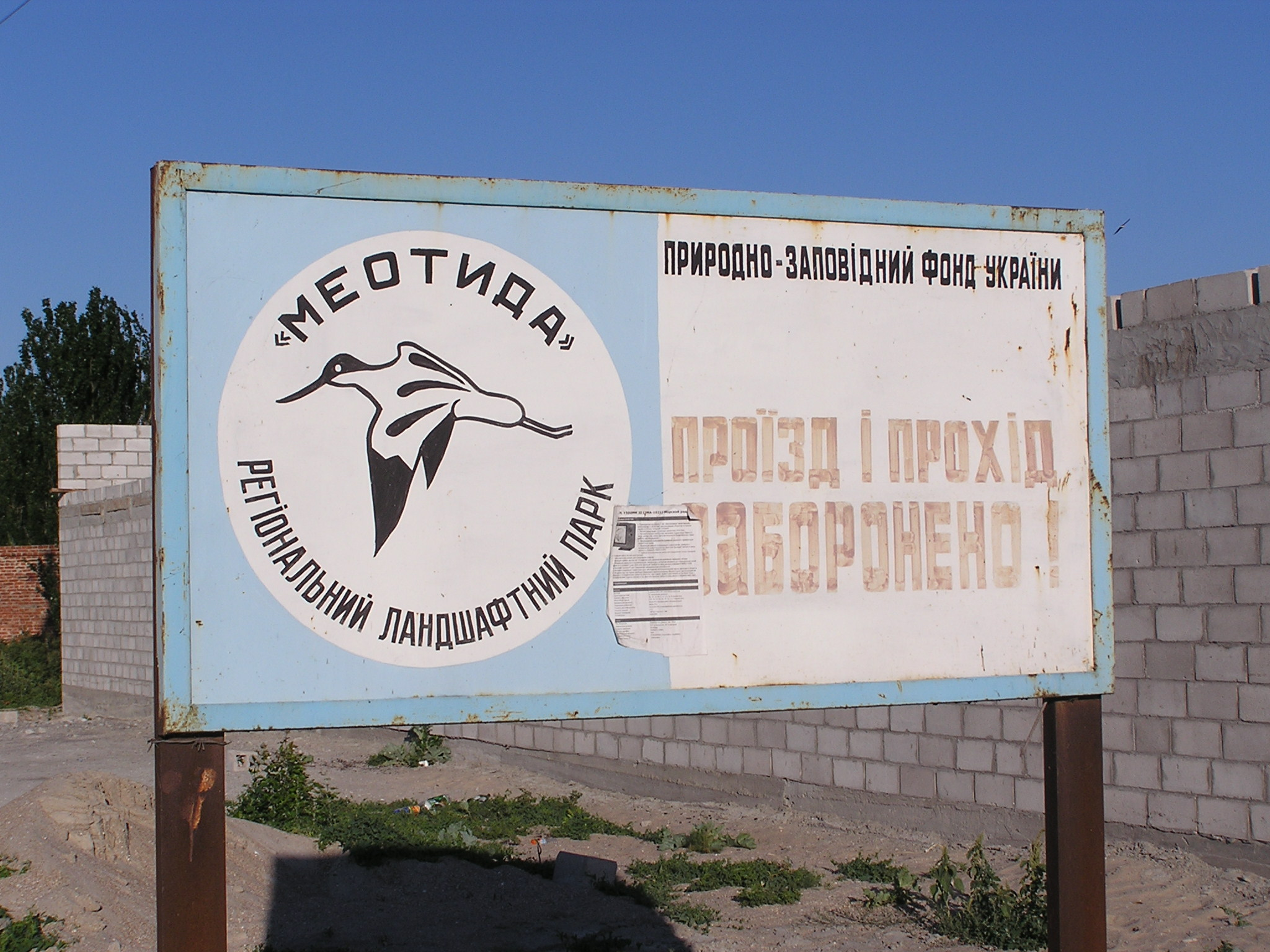
Щит на Белосарайской косе

«Меотида» — природный национальный парк на территории Донецкой области Украины.
Природный национальный парк был создан 25 декабря 2009 года на базе существующего регионального ландшафтного парка с увеличенной площадью 20 720,9531 га. Региональный ландшафтный парк был создан решением Донецкого областного совета от 30 июня 2000 года № 23/14-304 с общей площадью 14 351,9 га.
В 2001 парк был принят в состав международной организации «Федерация Европарков».
Парк назван в честь Меотиды — территории проживания меотов. Символом парка является птица шилоклювка.

## Состав
В состав парка «Меотида» включена двухкилометровая прибрежная полоса Азовского моря в административных границах Донецкой области на территории Новоазовского (5078 га) и Мангушского (7939 га) районов.
В состав парка вошли: заказники общегосударственного значения «Бакаи Кривой косы», «Еленчакские бакаи», «Белосарайская коса» и «Приазовский цапельник», орнитологический заказник местного значения «Кривокосский лиман», памятники природы местного значения «Кривая коса» и «Сосновые культуры».
19 февраля 2000 года в состав «Меотиды» был включен региональный ландшафтный парк «Половецкая степь».
В 2015 году была создана биосферная особо охраняемая территория «Хомутовская степь — Меотида»

## Задачи парка
Одними из основных задач парка являются: регулирование хозяйственной, рекреационной и научной деятельности с целью сохранения естественных ландшафтов, объектов растительного и животного мира, памятников истории и культуры данной территории; разработка и внедрение научных методов сохранения ландшафтов в условиях хозяйственного и рекреационного использования, внедрение экологически безопасных технологий сельскохозяйственного производства; создание благоприятных условий для организованного туризма и отдыха; регулирование количества отдыхающих в рамках рекреационных нагрузок.

## Флора и фауна
В «Меотиде» охраняются типовые и уникальные растительные группировки прибрежной полосы Азовского моря. Флора насчитывает 640 видов, в том числе более 40 эндемических. Выделено 49 формаций солончаковой, степной, болотной, водной, песчаной и синантропической растительности. В Красную книгу Украины занесено 15 видов флоры.
В парке замечено более 250 видов птиц. Большинство из них гидрофильные. Около 100 видов птиц гнездятся на территории парка. Млекопитающих в парке насчитывается 47 видов, пресмыкающихся — 7 видов, рыб — 79 видов, насекомых — 1500 видов.

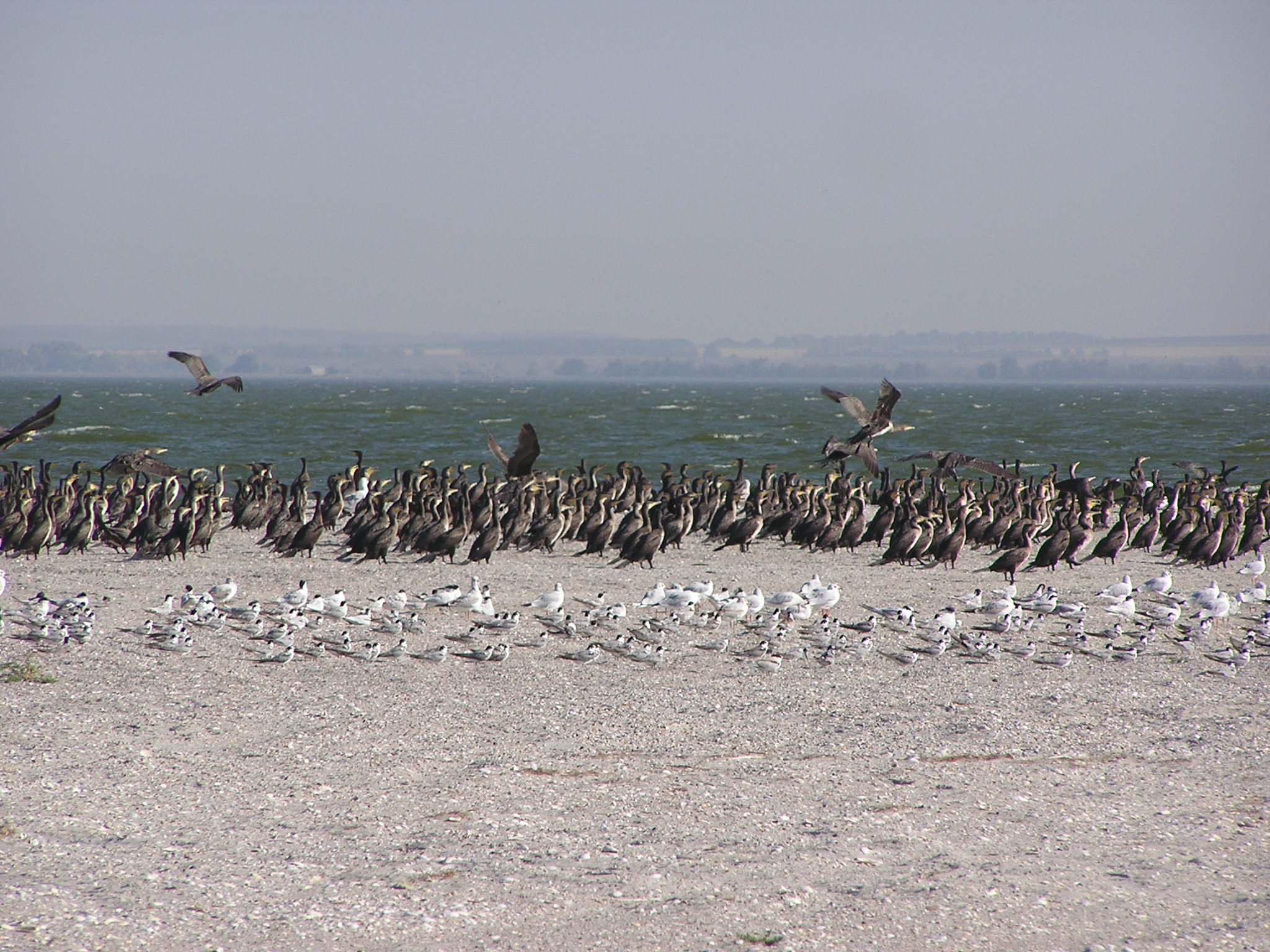
Колония больших бакланов и чаек в Белосарайском орнитологическом заказнике
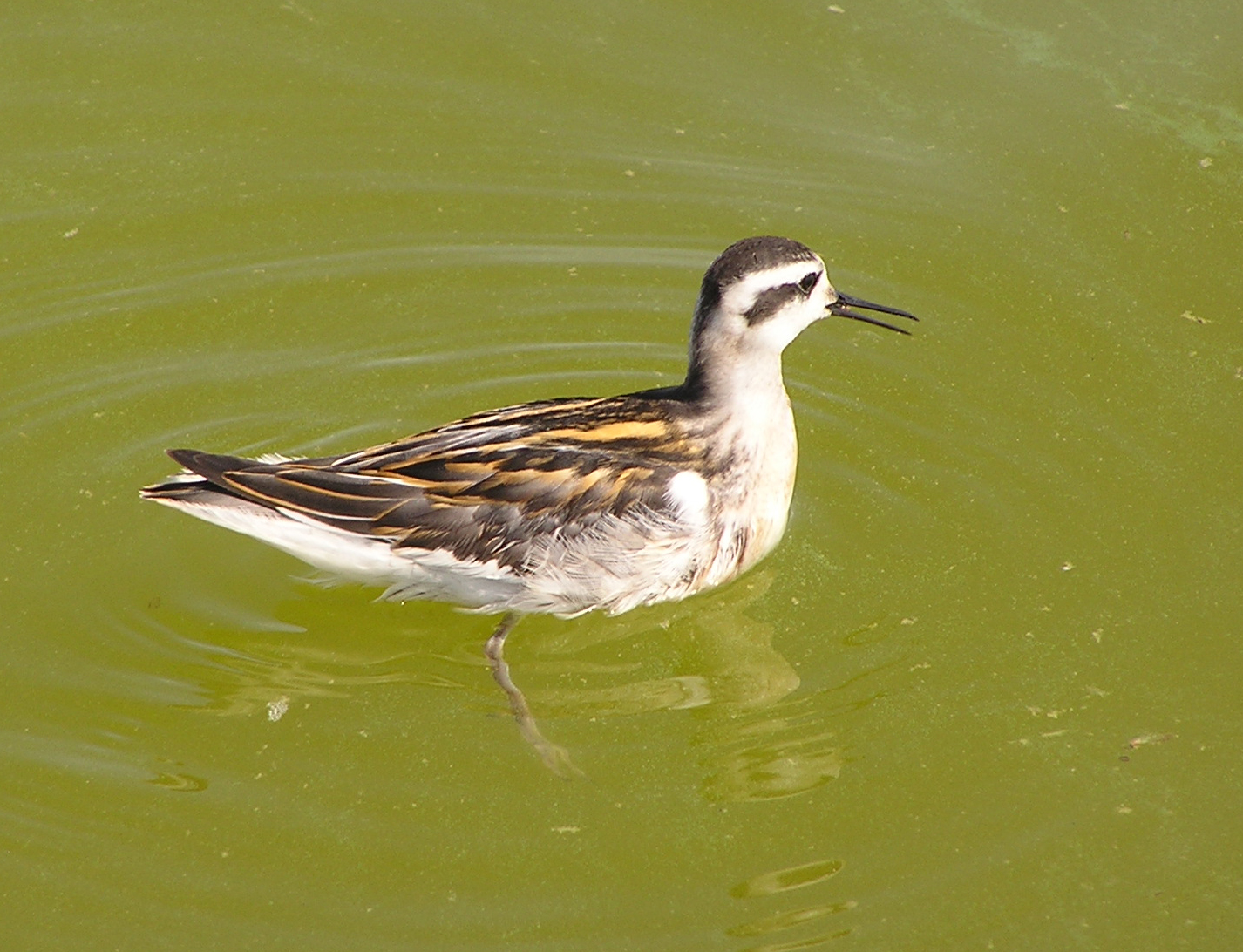
Круглоносый плавунчик на Белосарайской косе
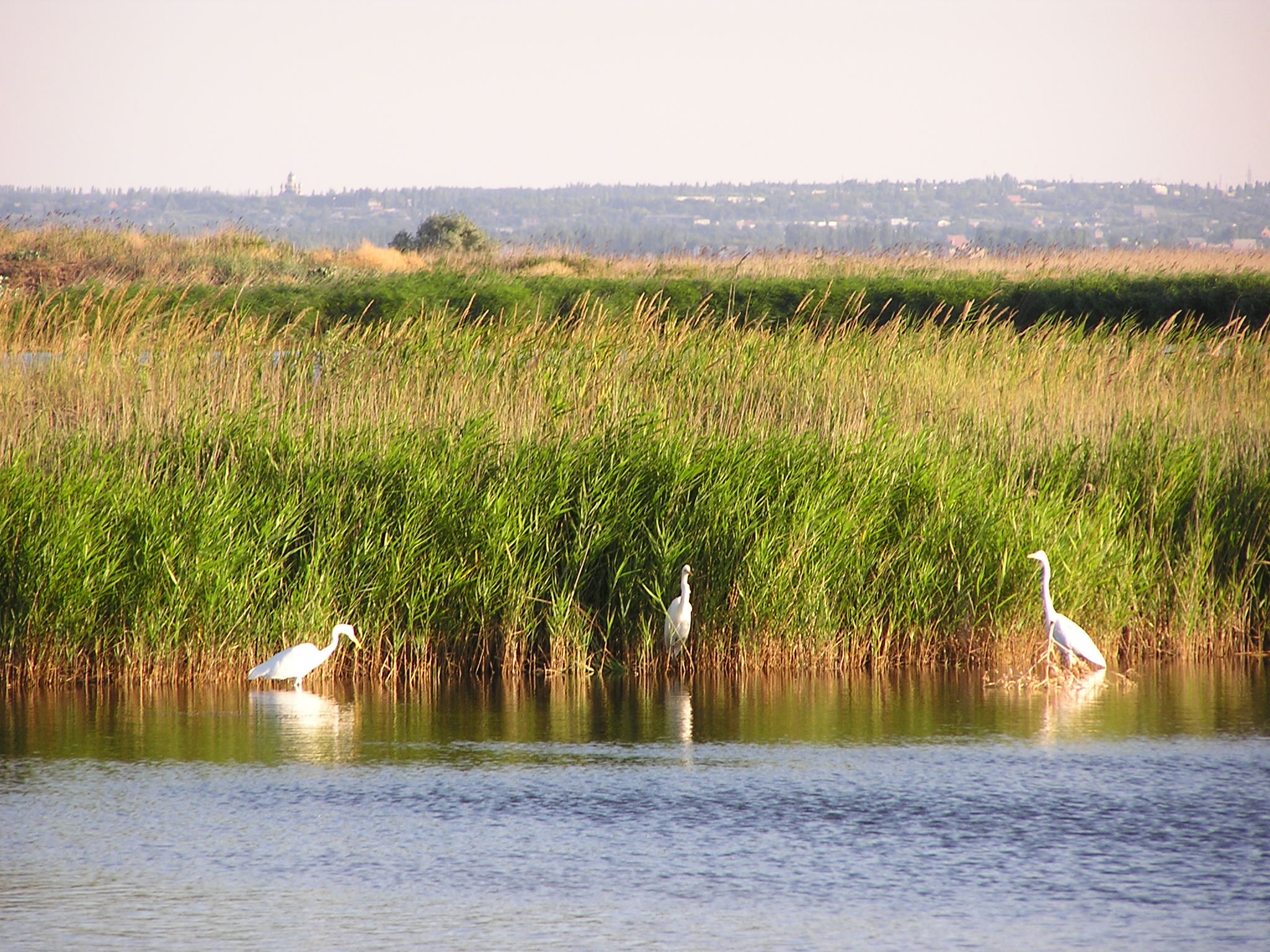
Малые белые цапли в лимане на Белосарайской косе
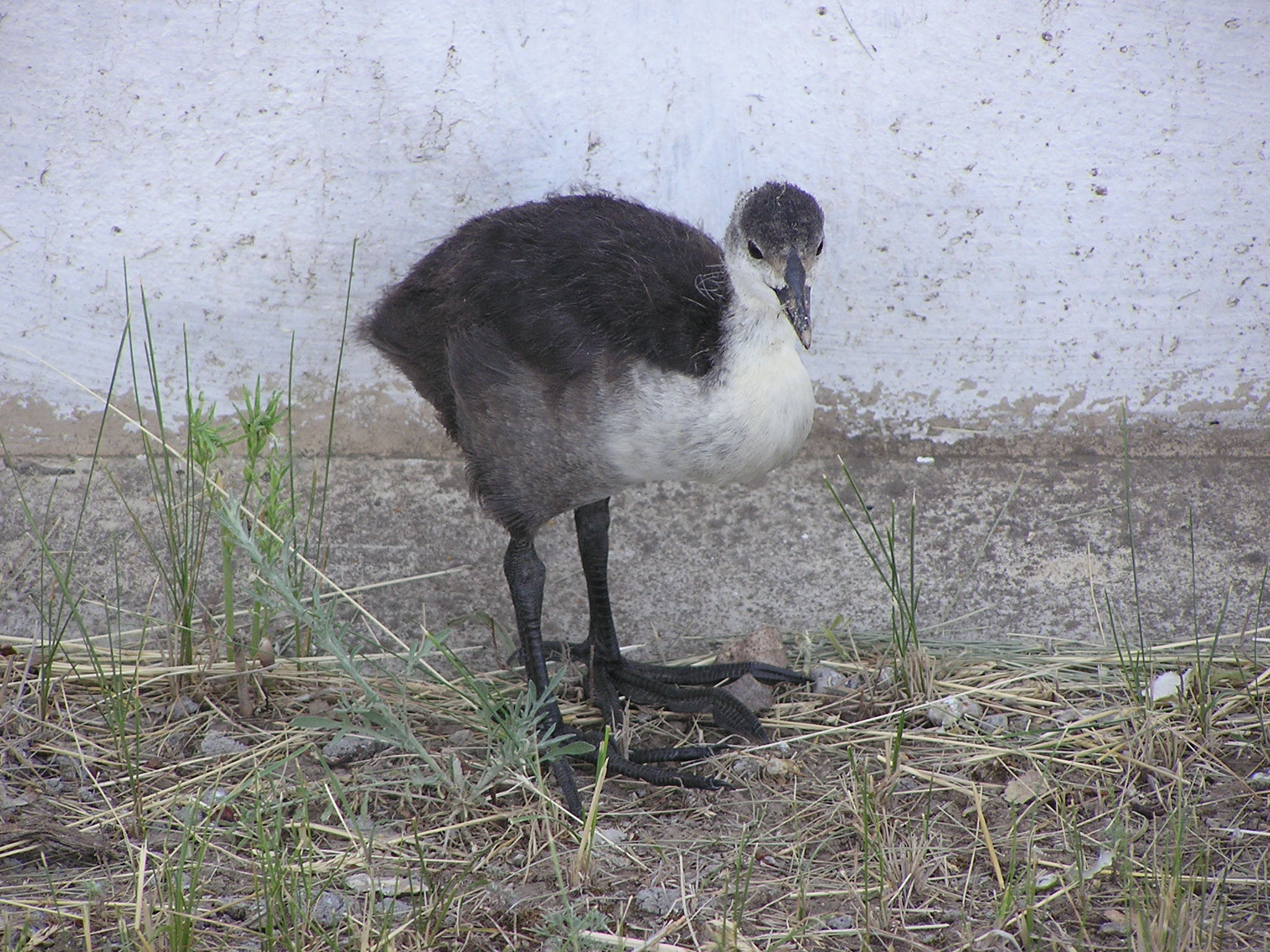
Птенец поганки в районе Кривой косы